# Saal an der Donau
Saal an der Donau este o comună din landul Bavaria, Germania.
Se află la o altitudine de 346 m deasupra nivelului mării. Are o suprafață de 44,18 km² și 44,01 km². Populația este de 5.423 locuitori, determinată în 30 septembrie 2019, prin actualizare statistică[*].